# 田島健吾
田島 健吾（たじま けんご、1996年1月16日 - ）は、日本のファッションモデル、元子役である。
ジュネス企画に所属していた。
2008年以降の活動は不明。

## 出演

### テレビドラマ
- こちら本池上署第1シリーズ 第2話（2002年7月15日、TBS）伊藤卓 役
- 仮面ライダーシリーズ 仮面ライダー龍騎第39-42話（2002年10月27日 - 11月24日、テレビ朝日）香川裕太 役
- Stand Up!!（2003年7月 - 2003年9月、TBS）江波功司（幼少期） 役
- 砂の器（2004年1月 - 3月、TBS）今西健太郎 役
- スーパー戦隊シリーズ 特捜戦隊デカレンジャーEpisode.41 トリック・ルーム（2004年11月28日、テレビ朝日）江成仙一（少年期） 役
- 刑事部屋〜六本木おかしな捜査班〜 第1話（2005年7月6日、テレビ朝日）結城恭介 役
- 金曜エンタテイメント 熱血シングル・ファザー2（2005年10月24日、フジテレビ）小島勉 役
- 輪舞曲（2006年1月 - 3月、TBS）金山琢己（幼少期） 役

### 映画
- オペレッタ狸御殿（2005年5月28日公開）弥助の次男 役
- デスノート the Last name（2006年11月3日公開）

### CM
- トヨタ自動車 VOXY「BUBBLE篇」「FENCE篇」「リフレクション篇」 - 息子役
- ハウス食品 バーモントカレー「スイカ畑篇」
- カルビー ポテトチップス「指人形ファミリー篇」
- イオン ジャスコ誕生1周年
- トミー「黒ひげ危機一発」「太鼓の達人」
- P&G アテント大人用紙おむつ

### WEB
- 上を向いてあるこう

## モデル

### VP
- NEC「NEW PC START BOOK」

### 広告
- 尾崎商事「FUBU」
- ナルミヤ・インターナショナル「BLUE CROSS KIDS」
- ムトウ生協「チャーチーム」
- 総務庁「情報通信月間」
- NTTドコモ「iのあるメール大賞」
- NEC「NEW PC START BOOK」
- カルピス

### ファッションショー
- リクルート 赤すぐ創刊記念子供ファッションショー
- コムサイズム

### 雑誌
- セサミ
- ヒロセミツハル子供のニット
- VERY
- マリクレール
- 学力アップアイディア集
- キッズスタイル